# 寺山日葵
寺山 日葵（てらやま ひなた、2001年1月19日 - ）は、日本の元女子キックボクサー。群馬県伊勢崎市出身。TEAM TEPPEN所属。初代RISE QUEENミニフライ級王者。第8代J-GIRLSミニフライ級王者。RISE GIRLS POWER QUEEN of QUEENS 2020優勝。

## 来歴
7歳から空手を始め、その後キックボクシングを始めると、当時住んでいた群馬県伊勢崎市から、週に1度、往復6時間をかけて千葉県松戸市の「TEPPEN GYM」に通った。キックボクシングで数々のアマチュア大会で好成績を収め、女子高生ファイターとしてプロデビュー。
2016年5月5日、15歳でのプロデビュー戦となったJ-KICK 2016～Honor the fighting spirits～2ndでC-CHANに判定勝ち。
2017年5月28日、J-GIRLSミニフライ級（47.6kg）王座決定トーナメントに出場。1回戦で美保に判定勝ちを収め決勝に進出。9月24日のトーナメント決勝戦として行われたJ-GIRLSミニフライ級王座決定戦でMISAKIと対戦し、判定負けを喫した。
2018年11月18日、J-NETWORK J-FIGHT ＆ J-GIRLS 2018 ～4th～で行われたJ-GIRLSミニフライ級タイトルマッチで王者のMISAKIに挑戦。判定勝ちを収め王座獲得に成功すると共に、リベンジを果たした。
2019年7月5日、RISE 133で行われたRISE QUEENミニフライ級王座決定トーナメントの準決勝で後藤まきに判定勝ちを収め決勝へ進出。 9月29日のRISE 134でトーナメント決勝戦として行われた初代RISEQUEENミニフライ級（49kg）王座決定戦で、佐藤レイナと対戦し、判定勝ちを収め王座の獲得に成功した。
2020年10月11日、RISE DEAD OR ALIVE 2020 YOKOHAMAで行われたRISE GIRLS POWER QUEEN of QUEENS 2020の1回戦でerika♡に判定勝ちを収め準決勝へ進出。11月1日のRISE DEAD OR ALIVE 2020 OSAKAで行われた準決勝でsasori、決勝で紅絹に判定勝ちを収め優勝を果たした。
2021年5月16日、RISE on ABEMA 2021で行われたRISE QUEENミニフライ級（49kg）タイトルマッチで挑戦者のAKARIと対戦し、判定勝ちで王座の初防衛に成功した。
2021年9月12日、RISE GIRLS POWER.5で1階級上のRISE QUEENフライ級王者の小林愛三と49.5kg契約で対戦し、判定勝利を収めた。
2022年3月15日、右股関節唇損傷の手術を受け成功したが、左足にも同様の症状が見つかりリハビリに2年以上要することや、今後の目標を見出せなくなったとして現役引退を発表した。

## 戦績

### プロキックボクシング
| キックボクシング 戦績 | キックボクシング 戦績 | キックボクシング 戦績 | キックボクシング 戦績 | キックボクシング 戦績 | キックボクシング 戦績 | キックボクシング 戦績 |
| --------------------- | --------------------- | --------------------- | --------------------- | --------------------- | --------------------- | --------------------- |
| 23 試合               | (T)KO                 | 判定                  | その他                | 引き分け              | 無効試合              |                       |
| 20 勝                 | 1                     | 19                    | 0                     | 1                     | 0                     |                       |
| 2 敗                  | 0                     | 2                     | 0                     | 1                     | 0                     |                       |

| 勝敗 | 対戦相手          | 試合結果                  | 大会名                                                                                                  | 開催年月日     |
| ○    | 小林愛三          | 3R終了 判定2-0            | RISE GIRLS POWER.5                                                                                      | 2021年9月12日  |
| ○    | AKARI             | 5R終了 判定3-0            | RISE on ABEMA 2021 【RISE QUEENミニフライ級タイトルマッチ】                                             | 2021年5月16日  |
| ○    | 田渕涼香          | 3R終了 判定3-0            | RISE ELDORADO 2021                                                                                      | 2021年2月28日  |
| ○    | 紅絹              | 3R終了 判定3-0            | RISE DEAD OR ALIVE 2020 OSAKA 【RISE GIRLS POWER QUEEN of QUEENS 2020 決勝戦】                          | 2020年11月1日  |
| ○    | sasori            | 3R終了 判定2-1            | RISE DEAD OR ALIVE 2020 OSAKA 【RISE GIRLS POWER QUEEN of QUEENS 2020 準決勝】                          | 2020年11月1日  |
| ○    | erika♡            | 3R+延長1R終了 判定3-0     | RISE DEAD OR ALIVE 2020 YOKOHAMA 【RISE GIRLS POWER QUEEN of QUEENS 2020 1回戦】                        | 2020年10月11日 |
| ○    | sasori            | 3R+延長1R終了 判定3-0     | RISE 140                                                                                                | 2020年7月19日  |
| ○    | KOKOZ             | 3R終了 判定3-0            | RISE GIRLS POWER 2                                                                                      | 2020年2月11日  |
| ○    | 紅絹              | 3R終了 判定3-0            | RISE GIRLS POWER                                                                                        | 2019年11月8日  |
| ○    | 佐藤レイナ        | 5R終了 判定3-0            | RISE 134 【初代RISE QUEENミニフライ級王座決定戦】                                                       | 2019年9月29日  |
| ○    | 後藤まき          | 3R終了 判定3-0            | RISE 133 【初代RISE QUEENミニフライ級王座決定トーナメント準決勝】                                       | 2019年7月5日   |
| ×    | MIO               | 3R終了 判定0-2            | SHOOT BOXING 2019 act.1                                                                                 | 2019年2月11日  |
| ○    | MISAKI            | 2分5R終了 判定3-0         | J-NETWORK J-FIGHT ＆ J-GIRLS 2018 ～4th～ 【J-GIRLSミニフライ級タイトルマッチ】                         | 2018年11月18日 |
| ○    | 喜多村美紀        | 3R終了 判定3-0            | RISE 126                                                                                                | 2018年7月16日  |
| ○    | 紅絹              | 3R終了 判定3-0            | SHINING☆STAR with J-FIGHT＆J-GIRLS 2018                                                                 | 2018年2月25日  |
| ○    | RINA              | 3R終了 判定3-0            | Bigbang・統一への道 其の31                                                                              | 2017年12月3日  |
| ×    | MISAKI            | 2分5R終了 判定0-3         | J-NETWORK J-FIGHT＆J-GIRLS 2017～J-NETWORK 20th Anniversary～7th 【J-GIRLSミニフライ級王座決定戦】      | 2017年9月24日  |
| ○    | 美保              | 2分3R+延長1R終了 判定3-0  | J-FIGHT＆J-GIRLS 2017～J-NETWORK 20th Anniversary～3rd 【J-GIRLSミニフライ級王座決定トーナメント1回戦】 | 2017年5月28日  |
| △    | MISAKI            | 2分3R終了 判定1-1         | J-FIGHT&J-GIRLS 2017～J-NETWORK 20th Anniversary～1st                                                   | 2017年3月12日  |
| ○    | 三堀“SMILE”美弥子 | 1R 1分17秒 KO（ヒザ蹴り） | J-GIRLS 2016～Believe the unbreakable hearts～with J-FIGHT                                              | 2016年12月25日 |
| ○    | MARI              | 2分3R終了 判定3-0         | J-FIGHT＆J-GIRLS 2016 5th                                                                               | 2016年8月28日  |
| ○    | 梅尾メイ          | 2分3R終了 判定3-0         | SHOOT BOXING Girls S-cup 2016 〜七夕ジョシカク祭り〜                                                    | 2016年7月7日   |
| ○    | C-CHAN            | 2分3R終了 判定3-0         | J-KICK 2016～Honor the fighting spirits～2nd 【デビュー戦】                                             | 2016年5月5日   |

## 獲得タイトル
- 第8代J-GIRLSミニフライ級王座
- 初代RISEQUEENミニフライ級王座
- RISE GIRLS POWER QUEEN of QUEENS 2020 優勝